# Мужган
Мужган (чечен. Муьжген) — воссоздаваемое село в Серноводском районе Чеченской Республики. В конце 2022 года в Урус-Мартановском районе Чеченской Республики было принято решение образовать новые (воссоздать) сёла, в том числе Мужган.

## География
Расположено на левом берегу реки Мереджи, в 56 километрах к югу от села Серноводское, административного центра района. Название аула Мужган напрямую связано с находящемуся там минерального источника — «муж», чей рукав — «ган» тянулся ручейком и впадал в реку Мереджи.
На территории аула Мужган в качестве историко-культурного наследия находятся два солнечных могильных склепа, родовое кладбище потомков Даурбека сына КIилоя из тайпового сообщества Галай, три жилые башни (Доурбик гӏала, Джурд гӏала, Зайтан гӏала).
Согласно отчету членов комиссии со сведениями о населении горной полосы западной части Малой Чечни Грозненского округа 1905 года, фактически Мужган находился в пользовании Джурдиевых, хотя составлял родовую собственность трёх фамилий: Джурдиевых, Даурбековых, Зейтовых

### Часовой пояс
Село Мужган, как и вся [Чеченская Республика, находится в часовой зоне МСК (московское время). Смещение применяемого времени относительно UTC составляет +3:00.